# Yolan Sylvestre
Pour les articles homonymes, voir Sylvestre.
Yolan Sylvestre (né le 12 septembre 1993 au Robert en Martinique) est un coureur cycliste français.

## Biographie
En 2015, Yolan Sylvestre devient champion des Caraïbes sur route dans la catégorie espoirs (moins de 23 ans),. Il termine également huitième du Tour de Guadeloupe. L'année suivante, il remporte le classement général du Tour de Martinique et une étape du Tour de la Guadeloupe. Il obtient par ailleurs diverses places d'honneur sur des courses amateurs en France métropolitaine, avec le Team Pro Immo Nicolas Roux.
Il connait un début de saison 2017 perturbé par de multiples tendinites. Au printemps 2018, il prend la cinquième place du Grand Prix Criquielion en Belgique.

## Palmarès
| - 2015 - Champion des Caraïbes sur route espoirs - 3e étape du Trophée de la Caraïbe - 3e du championnat de France des Outre-Mer - 2016 - Tour de Martinique : - Classement général - 5e étape - 8ea étape du Tour de Guadeloupe - 2e du Circuit des Boulevards - 3e du Prix des vendanges à Maisonnais - Médaillé de bronze du championnat de la Caraïbe sur route | - 2017 - 1re étape du Tour de Martinique - Grand Prix de Bras - 3ea étape des Quatre Jours des As-en-Provence (contre-la-montre par équipes) - 2e du Tour de Martinique - Médaillé d'argent du championnat des Caraïbes du contre-la-montre - 2018 - Grand Prix de Vence - 2019 - 3e étape du Trophée de la Caraïbe - 6e étape du Tour de Martinique - 2e du Tour de Martinique |

## Classements mondiaux
| Année            | 2015   | 2016 |
| ---------------- | ------ | ---- |
| UCI Europe Tour  | 1 076e |      |
| UCI America Tour |        | 365e |